# Eddie Preston
Edward „Eddie“ Preston (* 5. September 1928 in Dallas, Texas; † 22. Juni 2009 in Palm Coast, Flagler County, Florida) war ein US-amerikanischer Jazz-Trompeter und Flügelhornist des Modern Jazz. Er spielte mit Duke Ellington und Charles Mingus.

## Leben und Wirken
Eddie Preston spielte zu Beginn seiner Karriere um 1945 im Orchester von Johnny Otis, 1956 bei Lionel Hampton. Von ihm existieren  nur wenige Schallplatten-Aufnahmen; am meisten in Erinnerung bleiben wird seine Mitwirkung an den späten Suiten von Duke Ellington um 1970, seine Mitgliedschaft in zwei Formationen von Charles Mingus 1963 und 1970/71  und McCoy Tyner. 1966 spielte er in der Big Band von Howard McGhee auf dem Newport Jazz Festival.

## Diskographie (Auswahl)
- Charles Mingus: Mingus Mingus Mingus Mingus Mingus (Impulse!, 1963)
- Charles Mingus: Blue Bird (America, 1970), Blue Bird (America, 1970), Charles Mingus and Friends in Concert (Columbia, 1973)
- Duke Ellington: Up In Duke’s Workshop (Pablo/OJC, 1969–71)
- Duke Ellington: The Intimate Ellington (Pablo/OJC, 1969–71)
- Duke Ellington: Ellington Suites (Pablo/OJC, 1969–71)
- McCoy Tyner: Inner Voices (1977)